# Dunger See
Der Dunger See ist ein Baggersee im zum Bremer Stadtteil Burglesum gehörenden Werderland. Er entstand in den Jahren 1977 bis 1979 durch Sandentnahme für den Bau des geplanten „Friedhofs an der Lesum“, der jedoch nie fertiggestellt wurde (heute befindet sich auf dem Gelände ein Golfplatz). Der Baggersee und das angrenzende Gelände stehen unter Naturschutz.
Der See wird aus Grundwasser gespeist. Die Gewässergüte ist eutroph.
Der Name geht auf zwei Landgüter, die Große und Kleine Dunge zurück, die sich östlich und südöstlich des Sees befanden.

## Naturschutzgebiet Dunger See
Das Naturschutzgebiet ist circa 33 Hektar groß. Es ist im Naturschutzbuch der Stadtgemeinde Bremen unter der Nummer 10 eingetragen. Das Gebiet, das seit dem 18. Juli 1990 unter Naturschutz steht, ist vollständig Bestandteil des EU-Vogelschutzgebietes „Werderland“. Es grenzt im Südwesten an das Naturschutzgebiet „Werderland“. Im Osten grenzt es an das Landschaftsschutzgebiet „Lesumniederung und Burg-Grambke“ und ansonsten bis auf wenige Stellen im Norden an das Landschaftsschutzgebiet „Werderland und Lesumröhrichte“.
Der Dunger See war von vornherein als Gewässer für den Naturschutz vorgesehen. Er ist entsprechend naturnah gestaltet mit Inseln, Flachwasserzonen und einem buchtenreichen Ufer. Im Osten grenzt eine Feuchtbrache an den See. Der See ist vollständig von Gehölzen umgeben, die zum Schutz vor Störungen angepflanzt wurden.
Der See ist Lebensraum verschiedener Enten. Weiterhin kommen u. a. Haubentaucher und Schwäne vor. Auch der Eisvogel ist hier heimisch. Kormoran und Silberreiher nutzen Bäume am Nordufer des Sees als Schlafplatz. In den Wintermonaten ist der See Rast- und Überwinterungsgebiet zahlreicher Enten und Gänse.
Das Naturschutzgebiet wird im Norden und Westen von einem Graben, im Süden von einem Feldweg und im Osten von einem Fleet begrenzt. Im Norden und Süden des Naturschutzgebietes befinden sich Beobachtungsstellen, die über Feldwege zu erreichen sind. Vom südlichen Beobachtungsstand ist der größte Teil des Sees gut einsehbar.